# Jean Barriol
Jean Barriol (* 2. Januar 1909 in Saint-Martin-des-Besaces in der Normandie; † 3. Dezember 1989 in Vandœuvre-lès-Nancy in Lothringen) war ein französischer Chemiker und Gründungsrektor der Universität des Saarlandes.

## Leben
Jean Barriol absolvierte ein Studium der Physik und Chemie und war als Fachlehrer tätig, als er 1939 als Leutnant der Artillerie zum Militärdienst einberufen wurde. 1940 kam er in Kriegsgefangenschaft und wurde fünf Jahre in verschiedenen Gefangenenlagern interniert. Während dieser Zeit widmete er sich Studien in der Quantenphysik und in der mathematischen Gruppentheorie und promovierte mit der Dissertation „Anwendungen der Gruppentheorie auf molekulare und kristalline Schwingungen“. 1947 wurde er Dozent an der Universität Nancy und erhielt dort einen Lehrstuhl für Theoretische Chemie.
Am 15. September 1948 ernannte ihn der französische Hochkommissar Gilbert Grandval zum Gründungsrektor der Universität des Saarlandes.
Diese nahm am 15. November 1948 in der ehemaligen Below-Kaserne im Saarbrücker Stadtwald ihren Lehrbetrieb auf.
Bei seinem Amtsantritt prägte Barriol den Satz „Die Gründung einer Universität muss einer neuen Idee, einem neuen Ziel entsprechen. Es geht darum, diese Universität, an der Professoren und Studenten verschiedener Sprachen zusammenkommen, zum Werkzeug eines wahrhaft europäischen Geistes zu machen.“ Vom 20. November 1981 an war er Mitglied der Akademie der Wissenschaften und in den Jahren 1982/1983 deren Sekretär.

## Ehrungen und Auszeichnungen
- 20. November 1987: Ehrenmitglied der Akademie der Wissenschaften
- Träger des Ordens der akademischen Palmen
- Offizier der Ehrenlegion
- Das Institut für molekulare und biomolekulare Chemie und Physik der Universität Lothringen trägt seinen Namen.